# Korbacher Spalte

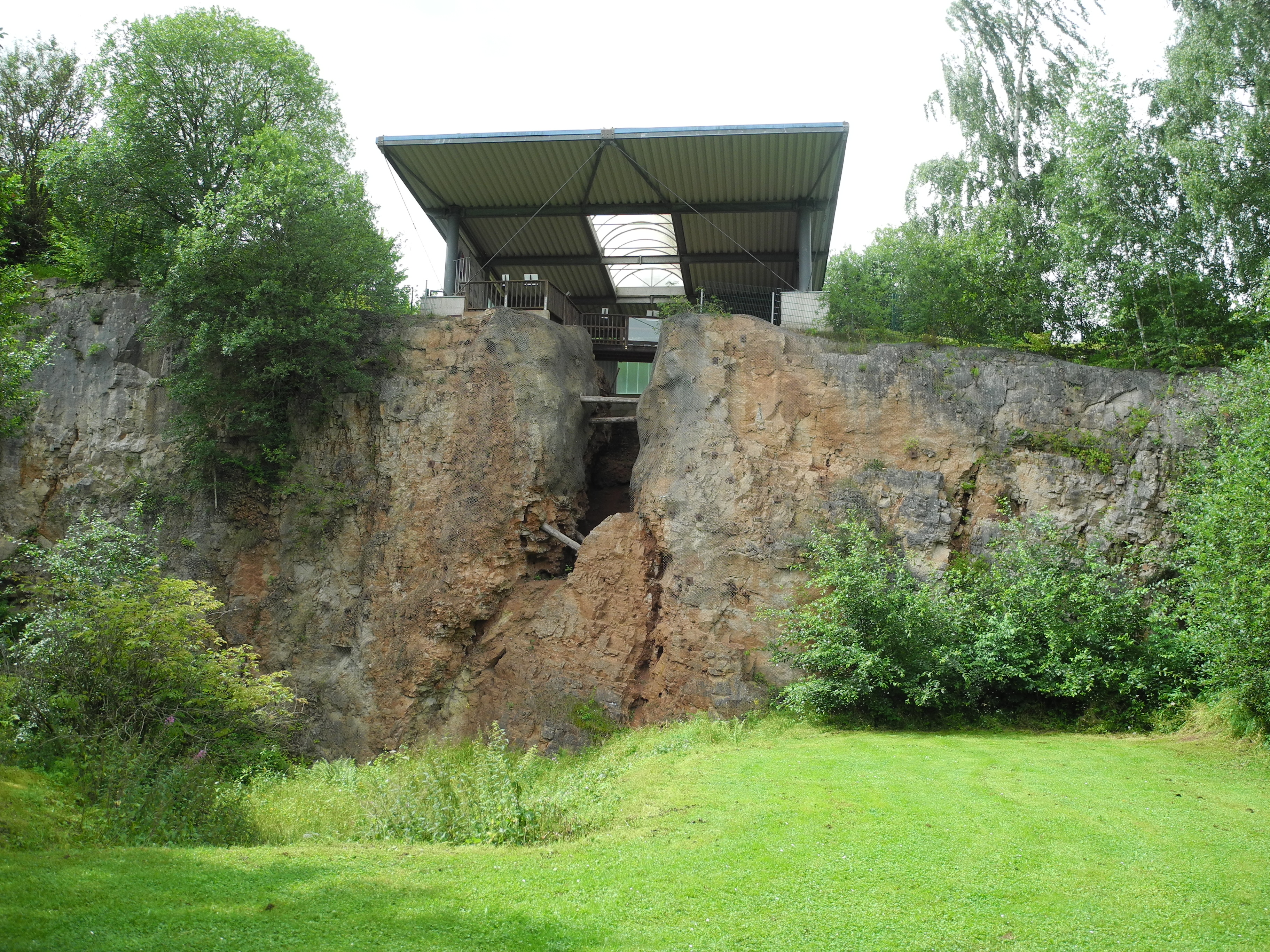
Blick von Osten auf die Korbacher Spalte in der Abbauwand des ehemaligen Steinbruchs (2021)

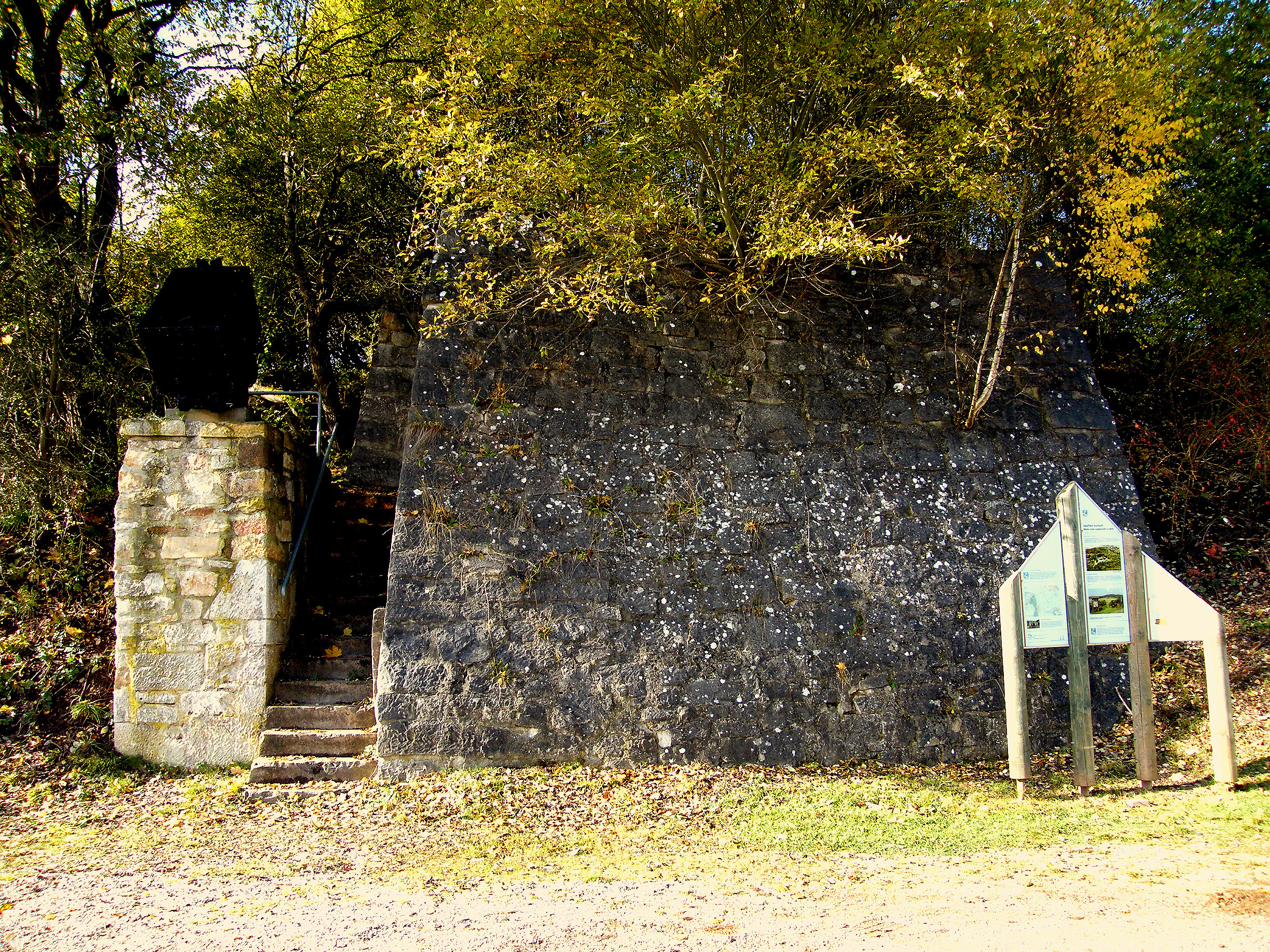
Ehemaliger Kalkbrennofen nahe dem Steinbruch

Die Korbacher Spalte ist eine 20 Meter tiefe, und bis zu 4 Meter breite verfüllte Spalte im Kalkstein eines ehemaligen Steinbruches am Südrand der nordhessischen Kreisstadt Korbach. Sie gilt als bedeutende Fossillagerstätte und ist ein Bodendenkmal gemäß dem Hessischen Denkmalschutzgesetz und damit als Kulturdenkmal geschützt.

## Geologie
Die Korbacher Spalte entstand wahrscheinlich durch ein Erdbeben in der Zeit des Oberperms vor etwa 255 Millionen Jahren in den Ablagerungen des „Randkalks“ des Zechsteinmeeres (gehören der Werra-Formation und damit dem tiefsten, d. h. geologisch ältesten Teil der Zechstein-Serie an). Die Spalte setzt sich südwestlich sowie östlich des aufgelassenen Steinbruchs im Untergrund fort. Sie hat eine Gesamtlänge von rund einem Kilometer und erreicht mehr als 4 Meter Breite. Das Material, mit dem die Spalte verfüllt ist, wurde kurz nach ihrer Entstehung infolge von Starkregenereignissen eingeschwemmt und enthält zahlreiche Fossilien spätpermischer Landwirbeltieren (Tetrapoda).

## Fossilgrabungen und Funde
Die Spalte wurde 1964 entdeckt. Nach ersten Fossilienfunden finanzierte die amerikanische National Geographic Society systematische Grabungen an der Austrittsstelle der Spalte in dem aufgelassenen Steinbruch. Der Fund eines Unterkiefers des bis dahin nur aus den Karoo-Ablagerungen des südlichen Afrikas bekannten Procynosuchus, eines Cynodontiers (Vertreter einer Gruppe „säugetierähnlicher Reptilien“), führte 1988 zu einer Veröffentlichung im Wissenschaftsmagazin Nature. Dieses Tier wurde der Öffentlichkeit nachfolgend unter der Bezeichnung „Korbacher Dackel“ bekannt. Die Stadt Korbach kaufte daraufhin die Fundstelle, überdachte sie und errichtete eine Besucherplattform. Weitere identifizierbare Wirbeltierfossilien stammen von Protorosauriern,  Captorhiniden, Pareiasauriern und Dicynodontiern. Einige Funde sind im Wolfgang-Bonhage-Museum Korbach ausgestellt, ein anderer Teil der Funde befindet sich im Naturkundemuseum Karlsruhe.